# Атолл (Шотландия)

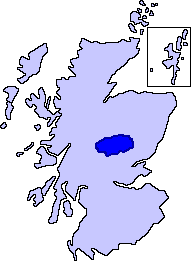
Примерные границы исторической области Атолл

А́толл (гэльск. Athall (от одного из гэльских названий Ирландии); англ. Atholl) — историческая область в центре Шотландии, в горах к северу от Пертшира. В настоящее время территория Атолла входит в состав области Перт и Кинросс.
Исторический центр региона — замок Блэр, резиденция герцогов Атолла, и город Данкелд, центр одного из епископств средневековой Шотландии. Атолл представляет собой достаточно высокий (до 1100 м.) регион Шотландского нагорья в верхнем течении реки Тей. Поверхность сильно изрезана долинами и озерами.
Территория Атолла первоначально была заселена пиктами, здесь сложилось одно из пиктских королевств, которое позднее вошло в состав королевства Шотландия. Позднее сюда расселяются скотты из Ирландии. Традиции обособленности поддерживались в Атолле и позднее: графство Атолл было одним из семи первых графств Шотландии, а гэльские традиции и гэльский язык сохранялись до XV века. Мормеры, а затем графы Атолла были тесно связаны с шотландскими королевскими домами: родоначальник Данкелдской династии на престоле Шотландии, Кринан, был по-видимому мормером Атолла, ярлы Оркнейских островов с XII века также были выходцами из рода графов Атолла.

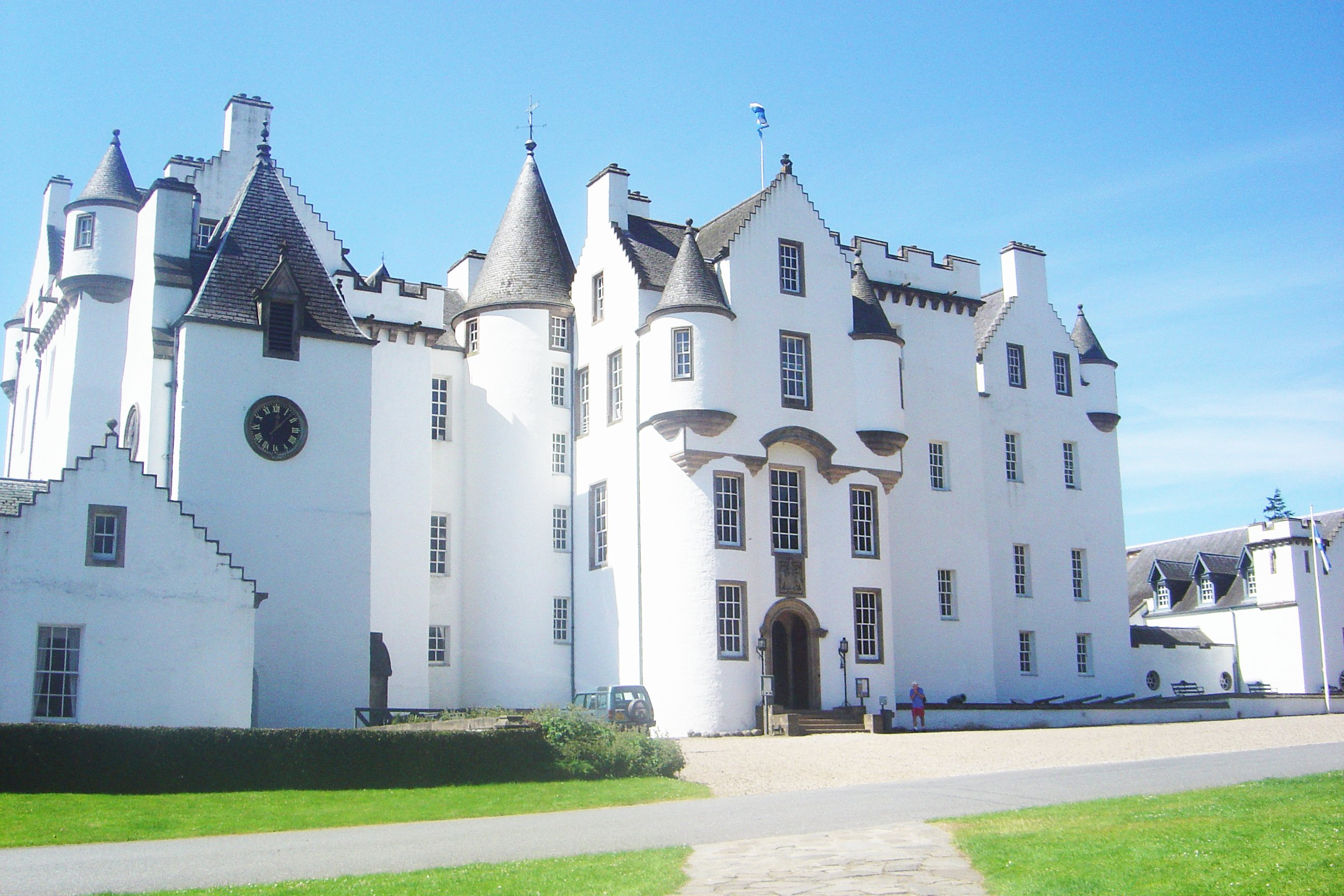
Замок Блэр в Атолле

В 1264 г. Атолл перешел во владение рода Стратбоги, представители которого во время войн за независимость Шотландии поддержали англичан, что привело к конфискации графства Атолл королём Робертом Брюсом в 1320 г. Затем графство неоднократно меняло владельцев, одно время входило в состав владений королевы Марии Гелдернской, и закрепилось в результате за родом Стюартов. Наиболее значительными представителями графов Атолла были: Уолтер Стюарт, организатор убийства короля Якова I, Джон Стюарт, 1-й граф Атолл, лидер восстаний против Якова III, и Джон Стюарт, 4-й граф Атолл, одним из вождей консервативной партии баронов в середине XVI века. С 1629 г. титул графа (а с 1703 г. герцога) Атолла принадлежит дворянской семье Муррей.